# 江尻光一
江尻 光一（えじり こういち、1926年 - 2011年5月6日）は、日本の園芸家である。かつて、NHKの番組「趣味の園芸」の講師を務めるなどし、家庭園芸の普及に努めた。

## 経歴
- 千葉県市川市生まれ。市川小学校卒業。
- 1948年、東京農業大学卒業。
- 1965年から洋ランの品種改良に着手し新品種を英国王立園芸協会に国際登録などに登録している。
- 1961年11月からNHK「趣味の園芸」の講師などを務める。
- 東京農業大学客員教授、日本洋蘭農協参与および正審査員、日本セントポーリア協会会長を務めたほか、須和田農園園主。
- 2011年5月6日、急性リンパ腫のため死去。

## 受賞
- 1991年・1994年・2011年 - 世界らん展日本大賞。
- 1995年 - NHK放送文化賞
- 2010年 - 第3回市川市民芸術文化賞